# Ożarów
Ożarów este un oraș în Polonia.